# Grauer Wallacea-Flughund

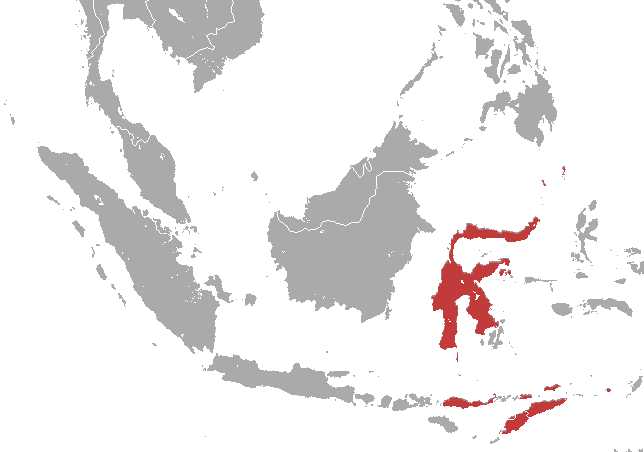
Verbreitungsgebiet des Grauen Wallacea-Flughundes

Der Graue Wallacea-Flughund (Pteropus griseus) ist ein Fledertier in der Familie der Flughunde, das in Südostasien und im östlichen Bereich der Region Australis verbreitet ist. Das Typusexemplar stammt von der Insel Timor. Der deutsche Trivialname bezieht sich auf das Gebiet zwischen der Wallace-Linie und der Lydekker-Linie.

## Merkmale
Abhängig von der Population, jedoch nicht vom Geschlecht, variiert die Kopf-Rumpf-Länge zwischen 170 und 223 mm, die Unterarmlänge zwischen 113 und 130 mm sowie das Gewicht zwischen 230 und 370 g. Die Art ist schwanzlos und hat 53 bis 57 mm lange Hinterfüße sowie 20 bis 27 mm lange Ohren. Der Kopf ist durch große Augen mit kastanienbrauner Iris und durch recht breite Ohren gekennzeichnet. Auf dem Kopf ist hellbraunes bis graues Fell vorhanden und der Körper ist von grauem bis braunem Fell bedeckt, das oft eine leichte rötliche Tönung hat. Um den Hals und die Brust ist das Fell immer rotbraun, was einem Umhang ähnelt, der bei Männchen borstig ist. In dieser Region sind Drüsen vorhanden, die einen moschusartigen Duft verbreiten. Im Gaumen befinden sich querliegende Wülste. Im Unterkiefer ist der zweite Schneidezahn pro Seite fast doppelt so groß wie der erste. Die Eckzähne weisen eine auffällige Kurvenform auf. Der erste Prämolar im Oberkiefer kann fehlen oder er ist sehr klein.

## Verbreitung
Die Art ist von den Talaudinseln im Norden über Sulawesi bis nach Flores verbreitet. Im Osten erreicht sie Timor und die indonesische Insel Babar (Molukken). Die Exemplare halten sich in feuchten Wäldern und in Mangrovensümpfen auf.

## Lebensweise
Von diesem Flughund sind gemeinsame Kolonien mit dem Sulawesi-Flughund (Acerodon celebensis) und dem Schwarzen Flughund bekannt. Die Nahrung besteht aus Feigen, Früchten des angepflanzten Baumes Muntingia calabura und von Palmen der Gattung Borassus sowie aus Bülten. Einzelne Exemplare oder kleinere Gruppen ruhen im Astwerk eines Baumes, wobei die Kolonie im gesamten Wald 1.300 Mitglieder erreichen kann. Zwischen dem Versteck und dem Platz der Nahrungssuche liegen meist 20 bis 30 Kilometer. Der dämmerungs- und nachtaktive Graue Wallacea-Flughund ist am Ruheplatz recht lautstark und beweglich. Zwischen März und April auf Timor untersuchte Weibchen zeigten keine Anzeichen von Trächtigkeit oder aktiven Zitzen.

## Gefährdung
Brandrodungen, Forstwirtschaft und Erosion nach Waldrodungen bedrohen den Bestand. Wie andere Flughunde wird die Art gejagt und als Bushmeat verkauft. Die IUCN schätzt die Gesamtpopulation erwachsener Exemplare auf 8.000 bis 9.000 und listet den Grauen Wallacea-Flughund als gefährdet (vulnerable).